# Ladotyri Mytilinis
Ladotyri Mytilinis (gr. Λαδοτύρι Μυτιλήνης) – rodzaj greckiego sera, objęty chronioną nazwą pochodzenia (PDO). Ser jest produkowany w sposób tradycyjny na wyspie Lesbos w regionie Wyspy Egejskie Północne i konserwowany w oliwie lub parafinie.

## Opis
Ser ten produkowany jest na Lesbos już od czasów starożytnych. Wytwarza się go z mleka owczego lub z mieszanki mleka owczego i koziego, z tym że zwartość koziego mleka nie może przekraczać 30%. Ser ma białą lub biało-żółtą barwę, twardą skórę i małe otwory rozrzucone po całej masie. Jest bardzo słony w smaku. Ma kształt cylindryczny, o średnicy podstawy 10 cm i wysokości 10 cm, waży około 1,5 kg. Maksymalna wilgotność sera wynosi 38%, a zawartość suchego tłuszczu – ponad 40%.
Mleko na ser pochodzi od ras owiec i kóz tradycyjnie hodowanych na Lesbos i karmionych lokalną roślinnością. Koagulacja mleka następuje w ciągu 48 godzin od udoju. Podczas produkcji najpierw przez 30 minut mleko koagulowane jest z dodatkiem podpuszczki w temperaturze 32–34°C, następnie uzyskany skrzep jest oddzielany i podgrzewany do 45°C. Większość serwatki usuwa się, a skrzep jest prasowany na dnie specjalnego naczynia tak, aby powstała zwarta masa, którą następnie kroi się na kawałki o wadze od 5 do 7 kg. Powstałe kawałki dzieli się na mniejsze, które następnie umieszczane są w specjalnych cylindrycznych foremkach i mocno w nich ręcznie dociskane, po czym są solone i przenoszone do dojrzewalni, gdzie pozostają przez co najmniej 3 miesiące w temperaturze 12–16°C i wilgotności co najmniej 85%. Przez trzy dni codziennie ser jest solony, a przez 10–20 dni codziennie odwraca się go do góry nogami. Pod koniec tego okresu, po umyciu sera ciepłą wodą, umieszcza się go w środowisku o niskiej wilgotności, aż do zakończenia dojrzewania. Produkcja kończy się kolejnym myciem, po wysuszeniu ser zanurzany jest w oliwie lub parafinie i przenosi się go w miejsce o temperaturze około 3-4°C, w którym ser może pozostać przez co najmniej jeden rok bez ulegania niekorzystnym zmianom.
Ponieważ po dojrzeniu ser jest przechowywany w oliwie z oliwek lub parafinie, z tą metodą konserwacji związana jest jego nazwa  ladotyri (w języku greckim: λάδι – olej i τυρί – ser, czyli "ser olejowy"). Metoda konserwacji w oliwie była dawniej powszechnie stosowana, zmieniło się to wraz z rozpowszechnieniem lodówek. Obecnie ser Ladotyri Mytilinis konserwowany jest głównie parafiną, ze względu na łatwiejszy transport w tej postaci, konserwowanie oliwą jest marginalne.
Ser Ladotyri Mytilinis może być spożywany sam lub jako dodatek do różnego rodzaju dań czy sałatek.
Rozporządzeniem z dnia 12 czerwca 1996 roku (które weszło w życie 21 czerwca tego samego roku) ser Ladotyri Mytilinis wpisany został do rejestru produktów o chronionej nazwie pochodzenia (PDO) w Unii Europejskiej.